# Смилтене

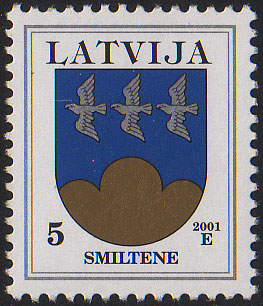
Герб города на почтовой марке 2001 года

Сми́лтене (Смилтэнэ) (латыш. Smilteneо файле, слово smiltaine в переводе «песчанка») — город (с 1920 года) Латвии, административный центр Смилтенского края. До июля 2009 года входил в состав Валкского района.

## География
Город расположен на реке Абул (приток Гауи), в исторической области Видземе, в 5 км к северу от шоссе Рига — Псков A2 E 77. Смилтене находится на границе Северо-Латвийской низменности и Видземской возвышенности.

## История
Историческое название населённого пункта в Видземе — Смильтен. Он возник, вероятно, в XIV веке — известно, что в 1359 году у реки Абул была построена уже немецкая каменная крепость, когда данная местность — Талава, населённая латгалами, была завоёвана вторгшимися в эти земли в 1214 году рыцарями Тевтонского ордена в 1224 году. В XII—XIII веках здесь на высоком берегу реки находилась деревянная крепость.
Упоминается же Смильтен впервые в исторических документах в 1427 году, а в 1523 году впервые назван городом. В 1560 году во время Ливонской войны город был взят русскими войсками. В конце 1600 года город взял Карл Карльсон Гилленгьельм (сын шведского короля Карла IX). В 1701 году Шереметев воюя здесь, в Ливонии со шведами, стёр Смильтен с «лица земли». До 1721 года Смильтен был попеременно владением Речи Посполитой и Швеции, затем по Ништадтскому мирному договору — Российской империи. В Лифляндской губернии Российской империи это селение относилось к Валкскому уезду.
Официально статус города Смилтене получил в 1920 году во времена независимой Латвии. В 1935 году в Смилтене имелось около 400 домохозяйств и несколько предприятий.
Во время Второй мировой войны город был сильно разрушен, в послевоенное время отстроен заново. Построены такие общественные здания, как дом культуры, кинотеатр, вокзал и другие. С 1949 по 1959 год Смилтене — административный центр района. Позднее город являлся центром Смилтенского сельсовета Валкского района. Здесь располагался Смилтенский совхоз-техникум.

## Экономика
Смилтенский леспромхоз — производит пиломатериалы, малогабаритную клееную фанеру, строительные блоки из отходов древесины, упаковочные опилки, хвойную муку. Также промышленность Смилтене производит малогабаритные силикатные блоки, плодовые консервы.

## Транспорт

### Автодороги
К Смилтене подходят региональные автодороги P18 Валмиера — Смилтене, P24 Смилтене — Валка, P25 Смилтене — Стренчи и P27 Смилтене — Велена — Гулбене, а также несколько местных автодорог, наиболее важные из которых: V234 Смилтене — Рауна и V235 Смилтене — Друсты — Вецпиебалга.

### Междугородное автобусное сообщение
Основные маршруты: Смилтене — Рига; Смилтене — Валмиера; Смилтене — Валка; Смилтене — Цесис; Смилтене — Мадона; Смилтене — Алуксне; Смилтене — Рауна; Смилтене — Гулбене — Балвы; Смилтене — Гауйиена; Смилтене — Стренчи — Эвеле.

## Города-побратимы
- Виллих, Германия
- Визенбах (Баден), Германия
- Пинкара, Италия
- Писек, Чехия
- Наксков, Дания
- Пустомыты, Украина[9]
- Новополоцк, Белоруссия